# 白石萬隆
白石 萬隆（しらいし かづたか、1892年（明治25年）10月24日 - 1961年（昭和36年）11月16日）は、日本の海軍軍人。太平洋戦争開戦時の第二艦隊参謀長として、南方攻略戦や第三次ソロモン海戦など、第七戦隊司令官としてマリアナ沖海戦、レイテ沖海戦を戦った海軍中将である。

## 経歴

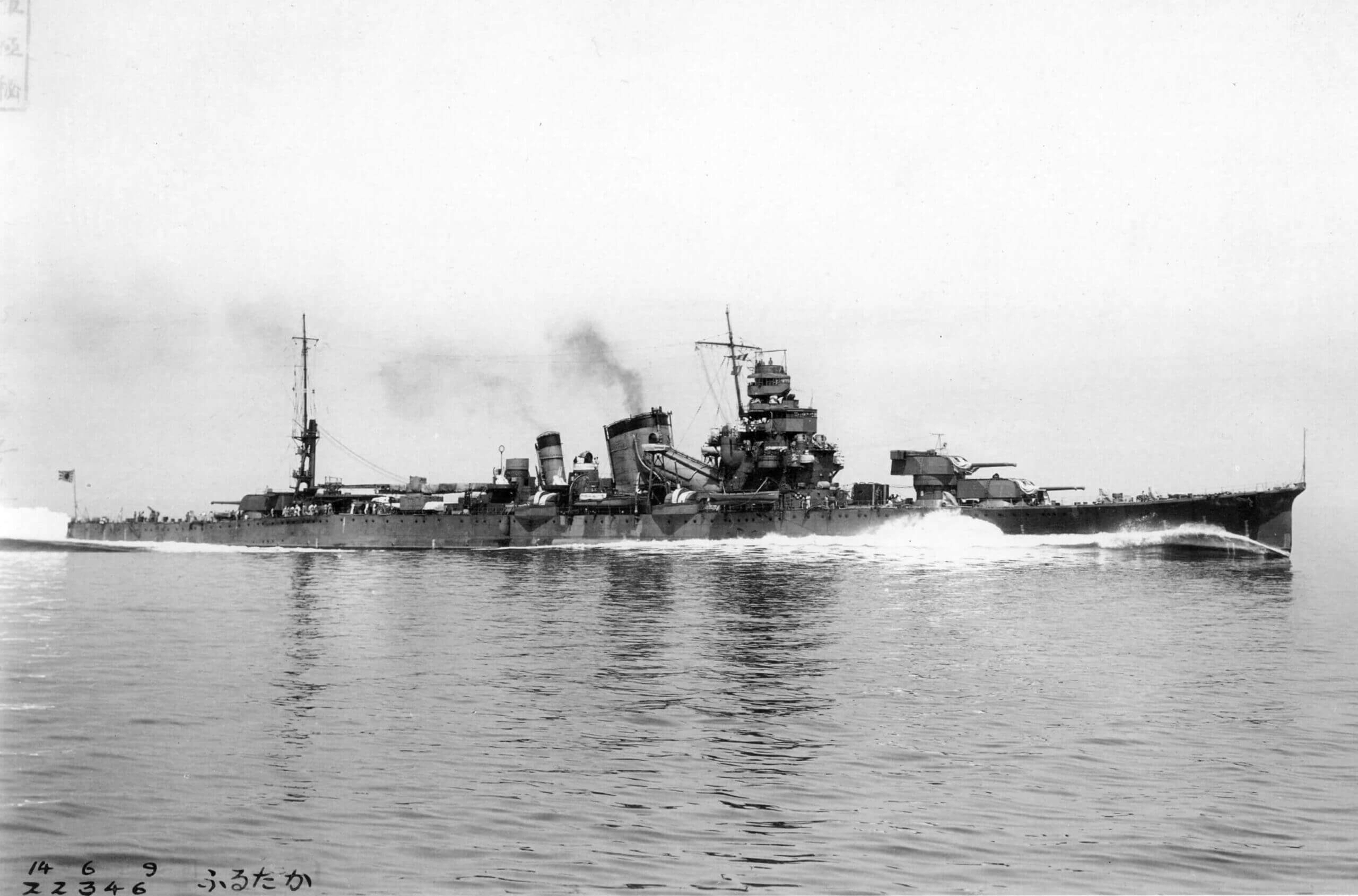
艦長を務めた重巡洋艦「古鷹（1939年）

### 開戦まで
愛媛県出身。海軍兵学校および陸軍士官学校（第26期）を受験し、双方に合格している。海軍兵学校42期。同期生に大西新蔵、三戸寿、小柳冨次らがいる。白石の席次は117名中21番であったが、練習艦隊において好成績を収め、1915年（大正4年）の少尉任官時の席次はかなりの程度上昇した。初級士官配置を終えたのち、水雷学校高等科へ進み水雷専攻士官となる。白石は首席で卒業し、軽巡洋艦「天龍」水雷長、駆逐艦「旗風」艦長、第一水雷戦隊参謀を務めている。当時の第一水雷戦隊司令官は水雷戦術の権威であった有地十五郎であり、白石は約2年間補佐している。この他横須賀海軍航空隊附として、戦艦「石見」に対する飛行機による爆撃実験の委員、海兵51期らの練習艦隊参謀を歴任した。
1925年（大正14年）海軍大学校甲種学生（25期）となる。当時の校長は実戦派で水雷戦術の大家であった大谷幸四郎で、教官には嶋田繁太郎、下村正助、寺本武治らがおり、同期生には高木惣吉、石川信吾、加来止男、大杉守一などがいた。在校中、大正天皇の大葬があり、白石ら学生は葬列係を務めた。この海大25期は、20名の学生すべてが将官へ進級した珍しいクラスであったが、5名が戦死、1名が法務死となっている。卒業後は艦政本部員、軍務局員など海軍中央での軍政配置を経験した。
中佐および大佐時代の初期は、駐満海軍部参謀、海大教官、興亜院政務部第一課長を経て、第一艦隊第六戦隊所属の重巡洋艦「古鷹」艦長に補せられた。副長は黛治夫である。戦艦「霧島」艦長を経て、1941年（昭和16年）8月30日、日本海軍の前進部隊である第二艦隊参謀長に就任。同年10月には少将へ昇進し、太平洋戦争を迎えた。

### 南方作戦
第二艦隊は開戦劈頭の南方作戦の責任部隊であり、南遣艦隊が協力する陸軍のマレー攻略作戦、第三艦隊が協力するフィリピン攻略戦の全般支援という役割で開戦を迎える。問題になったのは、大本営、連合艦隊のレベルで陸軍側と同意にいたらなかったコタバル上陸作戦およびイギリス東洋艦隊に属する「プリンス・オブ・ウェールズ」、「レパルス」の2戦艦の動向である。第二艦隊は、イギリス軍飛行場にちかいコタバルに上陸することに同意しておらず、海軍側の協力方法は実施部隊の南遣艦隊（司令長官・小沢治三郎）にゆだねられた。上陸部隊は輸送船「淡路山丸」などの船舶に被害を受けつつも、佗美浩率いる陸軍部隊の迅速な飛行場占領により成功裡に終わった。続いてイギリス2戦艦の出撃を迎え、小沢は夜戦による攻撃を企図したが、第二艦隊は中止と北上を命じている。白石はその理由についてイギリス海軍がレーダーを装備している情報があり、夜間に視界不良（スコールがあった）の中での戦闘は不利と判断したと述べ、また第二艦隊司令長官・近藤信竹は、南遣艦隊が自分の指揮下で夜戦の訓練を行ったことがなかったと述べている。第二艦隊首脳は、夜明けに航空攻撃を実施し、その後の艦隊戦闘を予期していたのである。いまだ運動中の戦艦を航空機によって撃沈した前例は無く、またこの戦闘に敗れればマレー半島に上陸した山下奉文率いる陸軍部隊は敵中に孤立するのである。重巡主体の第二艦隊は重大決意をもってイギリス2戦艦との対決に臨んだのである。しかしイギリス艦隊は南下したため会敵することはなく、のちに一式陸攻を主体とする航空部隊によって撃沈された（マレー沖海戦）。

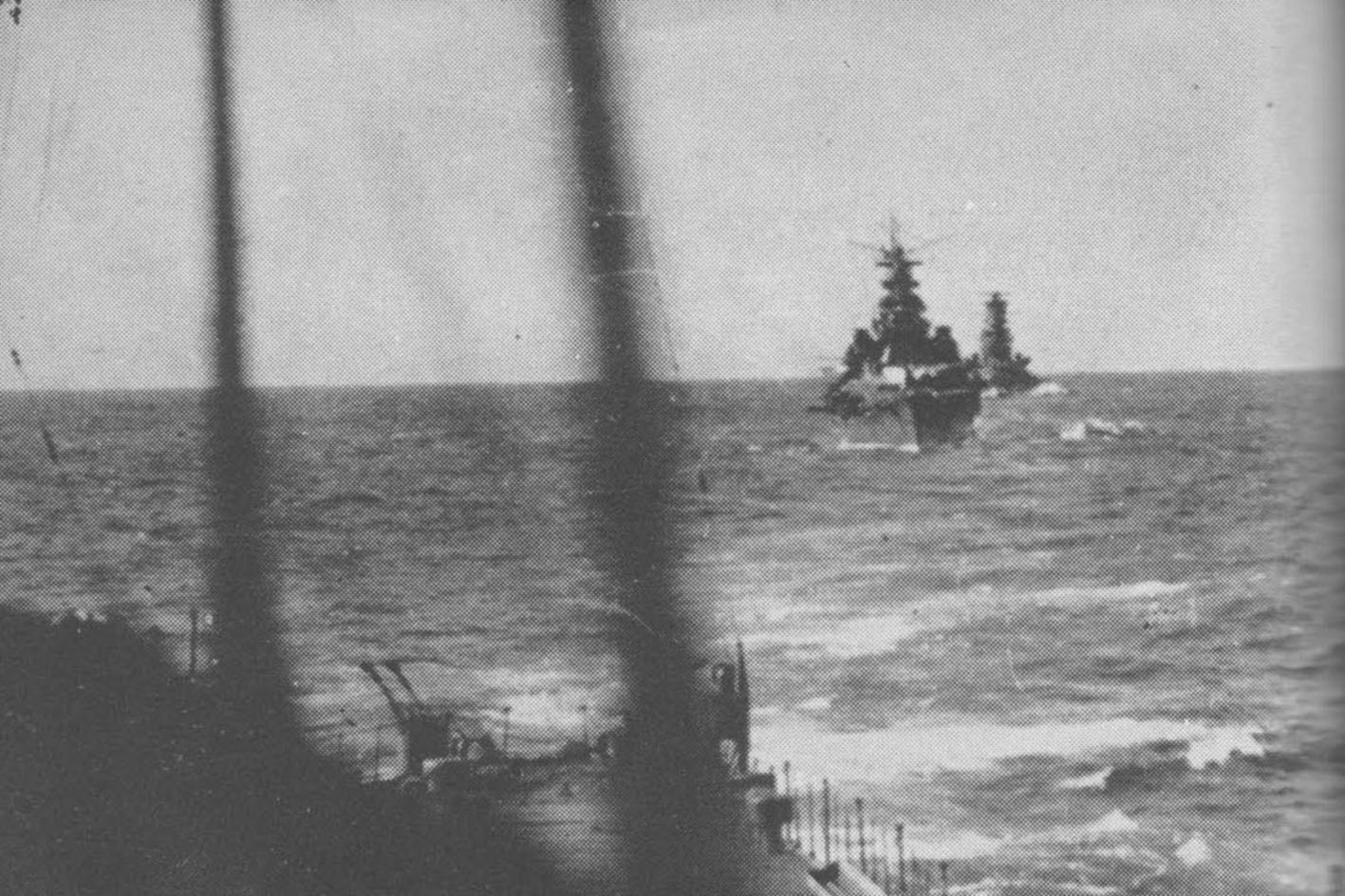
ガダルカナル島に赴く砲撃部隊。手前から第二艦隊旗艦「愛宕」、「高雄」。最後方の「霧島」は白石が艦長を務めた艦であった。（1942年11月14日、「愛宕」艦上から撮影）

こののち第二艦隊は、ミッドウェー島攻略部隊としてミッドウェー海戦に、第三艦隊の前衛部隊として第二次ソロモン海戦、南太平洋海戦を、またガダルカナル島砲撃に向かい、連合国海軍と第三次ソロモン海戦を戦った。この間白石は近藤を補佐して歴戦の日々を送り、1943年（昭和18年）7月まで参謀長の任にあった。海軍大学校教頭として陸上勤務に就くものの戦局は悪化の度を加え、翌年3月には第七戦隊司令官に任じられる。この部隊は｢熊野｣、 ｢鈴谷｣、｢利根｣、｢筑摩｣から成り、かつては帝国海軍の花形と謳われた高速重巡部隊である。白石はマリアナ沖海戦に参戦後に中将へ進級し、続いてレイテ沖海戦を迎える。

### レイテ沖海戦
空母航空兵力を失った日本海軍は、残された海上兵力の大部を投入したレイテ湾突入作戦を企図し、第二艦隊司令長官・栗田健男を指揮官として実行に移す。白石率いる第七戦隊は、鈴木義尾を指揮官とする第一遊撃部隊の第二部隊として出撃した。1944年（昭和19年）10月25日、日本海軍部隊はサマール島沖合いでアメリカ海軍護衛空母部隊と遭遇する。双方とも予期せぬ事態であったが、栗田は橋本信太郎率いる第五戦隊の重巡洋艦2隻、そして白石の第七戦隊に突撃を命じた。重巡6隻は全軍の最先頭に立ってアメリカ空母部隊に進撃した。しかし白石の座乗していた「熊野」は艦首にアメリカ駆逐艦の魚雷を受け高速発揮が不能となり、白石は旗艦を「鈴谷」へ移す。すでにアメリカ空母の艦載機による攻撃が始まっている中での短艇による移動であった。しかし「鈴谷」もすでに航空攻撃により損傷を受けており、白石は攻撃に向かうことは出来ず、航空攻撃を受け続けた。麾下の「筑摩」、「利根」は攻撃に向かい、空母「ガンビア・ベイ」撃沈に貢献したが、「筑摩」は撃沈された。「利根」は「羽黒」とともに護衛空母群を追い詰めつつあったが、第二艦隊司令部の集合命令により攻撃は終了した。白石は健在であった「利根」に移乗したが、迎えた艦長はかつての副長・黛治夫であった。「鈴谷」 は沈没、「熊野」はマニラへたどり着いたが11月25日に撃沈され、第七戦隊は「利根」のみが日本へ帰還した。
その後の白石は運輸通信省船員局長を経て、大本営海軍部附として終戦を迎えた。
1947年（昭和22年）11月28日、公職追放仮指定を受けた。

## 第七戦隊

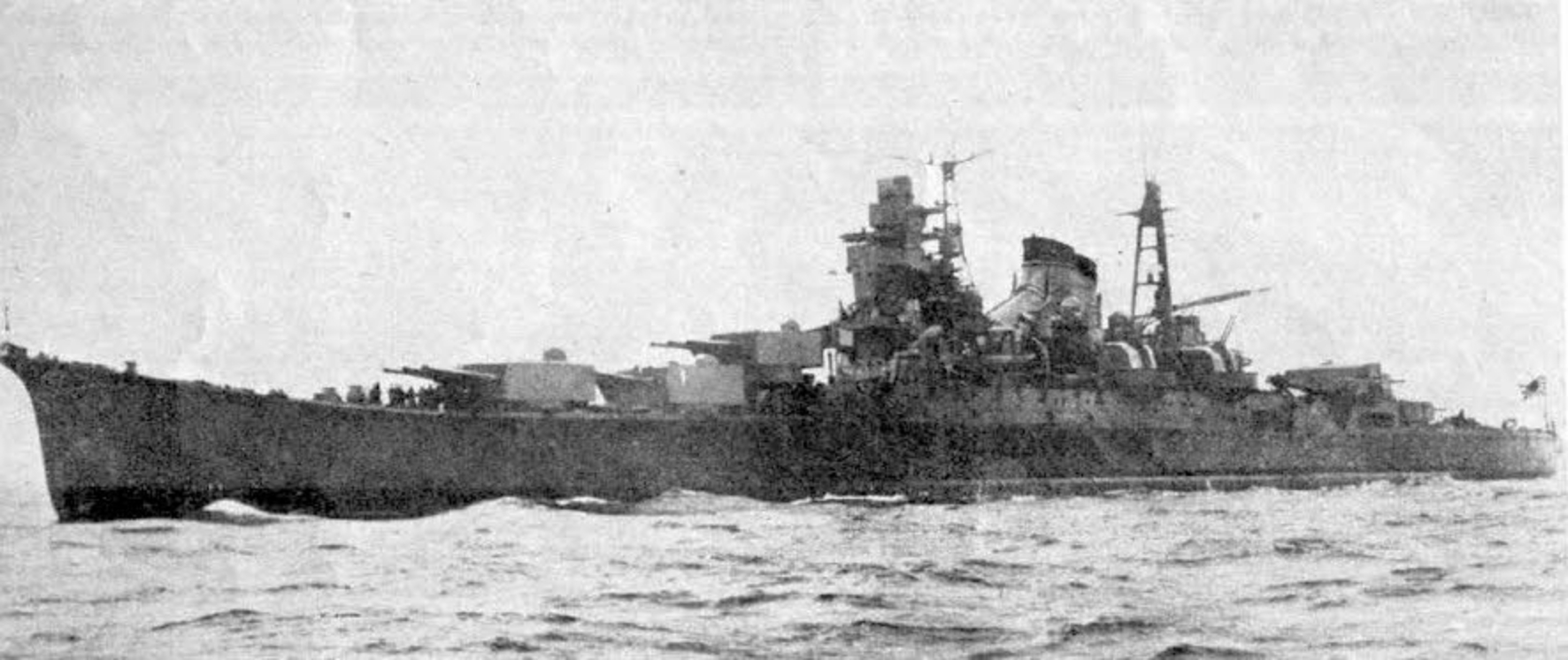
熊野（艦長人見錚一郎）
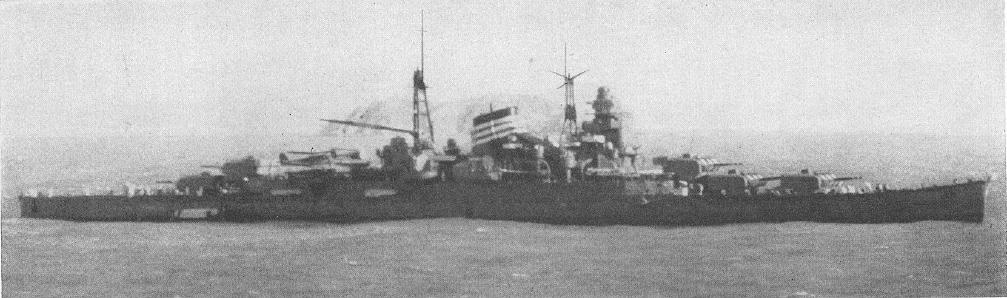
鈴谷（艦長寺岡正雄）
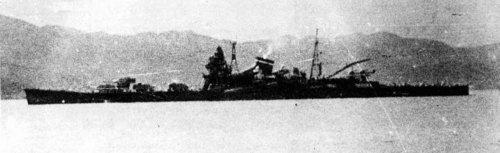
利根（艦長黛治夫）
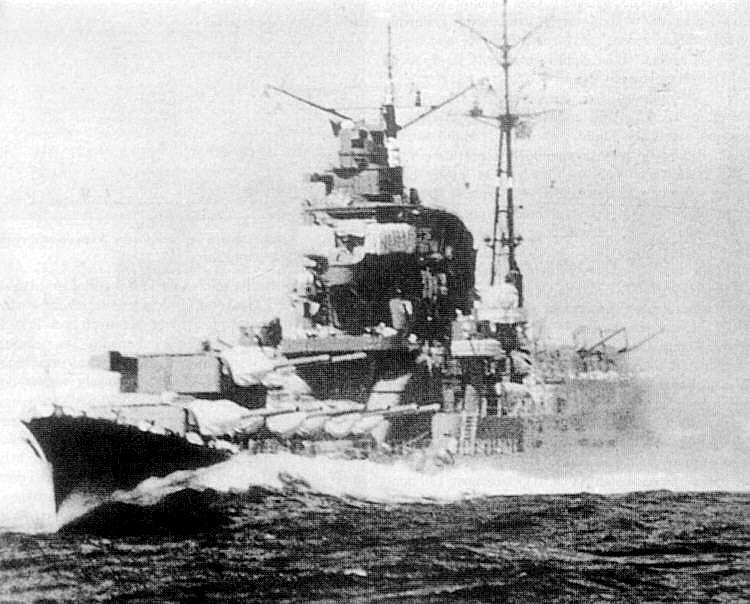
筑摩（艦長則満宰次）